# Şükrü Özyıldız

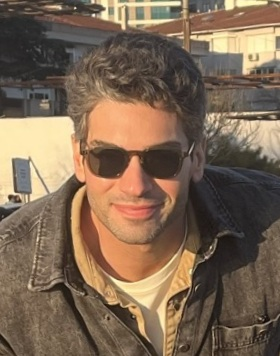
Şükrü Özyıldız, 2022

Şükrü Özyıldız (* 18. Februar 1988 in Izmir) ist ein türkischer Schauspieler.

## Leben und Karriere
Özyıldız wurde am 18. Februar 1988 in Izmir geboren. Seine Familie stammt mütterlicherseits von der Insel Rhodos und väterlicherseits aus Trabzon. Er studierte an der İstanbul Teknik Üniversitesi. Danach setzte er sein Studium an der Ege Üniversitesi fort.
Sein Debüt gab er 2011 in der Fernsehserie Derin Sular. Anschließend spielte er in den Filmen Çoban Yıldızı, Kış Güneşi, Şeref Meselesi und Benim Hala Umudum Var mit. Seinen Durchbruch hatte Özyıldız 2021 in der Serie Akıncı.

## Filmografie
Filme
- 2013: Neva
- 2015: Sevimli Tehlikeli
- 2016: Her Şey Aşktan
- 2016: Ekşi Elmalar
- 2018: Cebimdeki Yabancı
- 2018: Arif v 216
- 2019: Dünya Hali
- 2022: Aşk Taktikleri

Serien
- 2011: Derin Sular
- 2012: Uçurum
- 2013: Çalıkuşu
- 2013–2014: Benim Hala Umudum Var
- 2014: Şeref Meselesi
- 2015: Tatlı Küçük Yalancılar
- 2016: Kış Güneşi
- 2017: Çoban Yıldızı
- 2018: Nefes Nefese
- 2019: Jet Sosyete
- 2021: Akıncı
- 2022: Masumlar Apartmanı
- 2023: Ruhun Duymaz